# Beyond the Sunset
Pour plus de détails, voir Fiche technique et Distribution.
Beyond the Sunset (飛越黃昏 - Fei yue huang hun) est un film hongkongais réalisé en 1989 par le réalisateur Jacob Cheung. 
Il remporta le prix du meilleur film, du meilleur scénario et de la meilleure actrice secondaire à la 9e cérémonie des Hong Kong Film Awards.

## Synopsis
Une jeune veuve nommée Tante Mei ne veut pas se remarier car elle doit prendre soin de sa fille Jo.

## Fiche technique
genre : drame

## Distribution
- Fung Bo Bo : May
- Law Chi Wai
- Lowell Lo : Allen
- Richard Ng : Wong
- Alexander Roels : Derek
- Cecilia Yip : Pearl
- Fung So-Po
- Hui Ying-Sau